# Wait and see
Wait and see is een term die enkele jaren geleden in het voetbal werd geïntroduceerd en die te maken heeft met buitenspel. 
De regel houdt in dat wanneer een speler zich in buitenspelpositie bevindt, maar de bal niet krijgt of niet deelneemt aan het spel, er niet gefloten of gevlagd kan worden voor buitenspel en het spel dus gewoon kan doorgaan. De lijnrechter moet dus eerst kijken of een speler al dan niet de bal toegespeeld krijgt als hij in buitenspelpositie staat, voor hij afgevlagd kan worden voor buitenspel. Vroeger werd er altijd buitenspel gevlagd door de lijnrechter, als er een bal vertrok in de richting van een speler die de bal al dan niet kreeg en die buitenspel stond. Vanaf nu wordt het buitenspel dus niet altijd onmiddellijk meer afgevlagd en wordt deze regel toegepast wanneer er zich zo'n situatie voordoet.
De regel wordt ook nog kracht bijgezet door het gebruik van oortjes (ontvangers) bij de scheidsrechters, die op die manier beter met elkaar kunnen communiceren op het veld.